# 夢で逢いましょう (SARD UNDERGROUNDの曲)
「夢で逢いましょう」（ゆめであいましょう）は2024年8月21日に発売された日本のロックバンド・SARD UNDERGROUNDの7作目のシングル。通常盤はGZCA-4156、名探偵コナン盤はGZCA-7193。

## 内容
表題曲は読売テレビ制作・日本テレビ系テレビアニメ『名探偵コナン』エンディングテーマとして2024年8月17日放送の第1132話から2024年12月28日放送の第1147話までの計16話で使用された。
神野の熱い思いにより、7thシングルとしてアルバムとの同時リリースが決まった。神野いわく「歌詞を書きながら、いい曲過ぎて大好きになって、その思いをスタッフにぶつけていたら、シングルになりました」とのことだ。
また、カップリングの3曲に関して、神野は「この3曲は、5年前のデビューアルバム『ZARD tribute』に収録された曲なんですよ。今年の春に『ZARD tribute Best Selection』を出させていただいたんですけど、そこに入っていない曲を改めて歌わせていただきました。「愛は暗闇の中」で「少女の頃に戻ったみたいに」は、『名探偵コナン』繋がりでチョイスさせていただいて。」と収録された経緯を話している。

## 収録内容
| #         | タイトル                                     | 作詞      | 作曲       | 編曲      | 時間  |
| --------- | -------------------------------------------- | --------- | ---------- | --------- | ----- |
| 1.        | 「夢で逢いましょう」                         | 神野友亜  | 小澤正澄   | 小澤正澄  | 4:45  |
| 2.        | 「突然 [tribute 2024]」                      | 坂井泉水  | 織田哲郎   | 麻井寛史  | 4:29  |
| 3.        | 「愛は暗闇の中で [tribute 2024]」            | 坂井泉水  | 栗林誠一郎 | 麻井寛史  | 4:38  |
| 4.        | 「夢で逢いましょう」(off vocal)              |           |            |           | 4:45  |
| 5.        | 「突然 [tribute 2024]」(off vocal)           |           |            |           | 4:29  |
| 6.        | 「愛は暗闇の中で [tribute 2024]」(off vocal) |           |            |           | 4:37  |
| 合計時間: | 合計時間:                                    | 合計時間: | 合計時間:  | 合計時間: | 27:43 |

| #         | タイトル                                               | 作詞      | 作曲      | 編曲      | 時間  |
| --------- | ------------------------------------------------------ | --------- | --------- | --------- | ----- |
| 1.        | 「夢で逢いましょう」                                   | 神野友亜  | 小澤正澄  | 小澤正澄  | 4:45  |
| 2.        | 「少女の頃に戻ったみたいに [tribute 2024]」            | 坂井泉水  | 大野愛果  | 大楠雄蔵  | 5:46  |
| 3.        | 「夢で逢いましょう」(off vocal)                        |           |           |           | 4:45  |
| 4.        | 「少女の頃に戻ったみたいに [tribute 2024]」(off vocal) |           |           |           | 5:45  |
| 合計時間: | 合計時間:                                              | 合計時間: | 合計時間: | 合計時間: | 21:01 |

## 楽曲解説
1. 夢で逢いましょう
  - 日本テレビ･読売テレビ系アニメ『名探偵コナン』エンディングテーマ。
  - この曲に関して、神野は「実はこの「夢で逢いましょう」という曲は、私が「『コナン』のために歌いたい」と言って、発表を待ってもらっていた曲なんですよ。2年前のミニアルバムのときにはもう完成していたんですけど、そういう事情で当時は収録しなかったんです。なので、その希望が実現して今はすごく嬉しいですね。」[10]とエピソードを話している。
  - また、神野は「歌詞は、完全に『名探偵コナン』の世界観に入った状態で作詞しました。作詞している時期に、ちょうど1話からアニメを見直し始めて、今も見続けているんですが（笑）。たとえば“おもちゃみたいな景色ばかりね”という歌詞は、アニメの初期の頃に、少年探偵団が「街がおもちゃみたいだ」と騒いでいるシーンがあるんですよ。そういうものを、ちょっと思い出して入れてみたりとか。あとは、新一ってけっこう、キザな感じじゃないですか。そういう新一っぽいセリフを入れてみたいなと思って、“気が済むまで隣で泣き叫べばいいさ”とか、いかにも言いそうかな？とか思いながら書きました。[13]」と制作時のエピソードを話している。
  - 坂本は「すごくサビが印象に残りますよね。私はそこで（工藤）新一と（毛利）蘭ちゃんを思い浮かべて聴いちゃいますね。[10]」とコメントし、「私はこの歌の友亜ちゃんの詞がすごく刺さりました[9]」とコメントしている。
  - 杉岡は、「サビですよね。聴いた瞬間、気づいたらもう口ずさんでいるみたいな。食器を洗ったりとか歯を磨いてるときにも「ふふふん、ふふふん♪」（“夢で 夢で 夢で逢いましょう”のメロディで）って口ずさんじゃう（笑）。懐かしさのあるメロディーで居心地がいいなと思います。[10]」とコメントし、「私も聞いた瞬間に、頭から離れないほど好きになりました。この曲では、コーラスにも参加させてもらったんですけど、レコーディングしていて、やっぱり好きだ～って思いました[9]」とコメントしている。
2. 突然[tribute 2024]
  - 通常版のみ収録
  - FIELD OF VIEWの2作目のシングルの表題曲。坂井が歌詞提供した。坂井によるZARDとしてのセルフカバーが、ZARDの7作目のオリジナルアルバム『TODAY IS ANOTHER DAY』に収録されている。
  - 『ZARD tribute』でキーもテンポも上げていたものをZARDにより近づいたサウンドでもう1回歌い直したもの[10]。
  - この曲に関して、坂本は「最初にカバーしたアルバム『ZARD tribute』の時は、キーが上がっていたんですけど、今回は原曲のキーになって、アレンジも原曲に近づいて、よりZARDさんらしい世界観が感じられるものになっているなと思います。それとソロがピアノになっているので、そこはライブでうまく表現したいですね[13]。」とコメントしている。
  - 神野は「『突然』は、アルバム『ZARD tribute』の明るく元気な感じもめっちゃ好きですし、今回のアレンジもどっちも好きです[13]。」とコメントしている。
3. 愛は暗闇の中で[tribute 2024]
  - 通常版のみ収録
  - ZARDの1作目のシングルのカップリング曲、44作目のシングル（両A面）の表題曲。
  - 『ZARD tribute』キーもテンポも上げていたものをZARDにより近づいたサウンドでもう1回歌い直したもの。[10]
  - この曲に関して、杉岡は「私、この曲を歌っている坂井泉水さんが大好きで。坂井泉水さんの楽曲は『揺れる想い』とか『負けないで』の優しいイメージがあったんですけど、色々聴いていくなかでかっこいいイメージのロックな『愛は暗闇の中で』がもう、好みにドンピシャで。そこから「大好きだ」って言い続けています。今回も収録されて嬉しいですね。」[14]とコメントしている。
  - また、杉岡は「『愛は暗闇の中で』は、もうずっと好きなんです。今までやっていたものとキーが変わったので、けっこう新鮮というか、ZARDさんにより近いバージョンで演奏できるのがすごく嬉しくて、ライブでやるのが楽しみです[13]。」とコメントしている。
  - 神野は「『愛は暗闇の中で』は、歌いやす過ぎてびっくりしました（笑）。本当に一回しか歌ってないぐらいで、するっと録れました[13]。」と収録時のエピソードを話している。
4. 少女の頃に戻ったみたいに[tribute 2024]
  - 名探偵コナン版のみ収録
  - ZARDの25作目のシングルのカップリング曲。
  - 『ZARD tribute』キーもテンポも上げていたものをZARDにより近づいたサウンドでもう1回歌い直したもの。[10]
  - この曲に関して、神野は「『少女の頃に戻ったみたいに』は、映画の曲(劇場版『名探偵コナン 14番目の標的[ターゲット]』主題歌)なんです。それも最近観て、新一と蘭ちゃんの世界観に、歌詞がこんなに合っていたんだということを、あらためて感じました。もともと本当に大好きで、いい曲だと思っていたんですけど、新一と蘭ちゃんの映像と重ねて、『名探偵コナン』のイメージで今回は歌いました。アレンジが原曲に近づいたこともあって、そういう気持ちがより強くなりました[13]。」とコメントしている。

改めて [tribute 2024]として録り直して、神野は「今回は、以前収録されたものからキーが変わっています。5年前のときはキーもテンポも上げていたので、そこを全部落としてZARDさんにより近づいたサウンドでもう1回歌い直していますね。多分、初期の頃に原曲に近いアレンジで歌っていたらすごく浮いていたと思うんですよ。なので、今になってやっと原曲に近づけられるようになってきた気がします。」とコメントしている。